# 山城町下名
山城町下名（やましろちょうしもみょう）は、徳島県三好市の町名。郵便番号は779-5453。

## 地理
三好市の西部に位置。北から西は山城町上名、南は高知県大豊町、東は吉野川を挟んで西祖谷山村榎・西祖谷山村土日浦・西祖谷山村有瀬とそれぞれ接する。東境を吉野川が北流し、並行して国道32号が通っている。

### 山岳
- 黒滝山

### 河川
- 吉野川

## 歴史
- 2006年（平成18年）3月1日 - 三好郡山城町が三野町・池田町・井川町・東祖谷山村・西祖谷山村と合併して三好市が発足し、現在の町名となる。

## 世帯数と人口
2021年（令和3年）12月31日現在の世帯数と人口は以下の通りである。
| 町丁       | 世帯数  | 人口  |
| ---------- | ------- | ----- |
| 山城町下名 | 116世帯 | 206人 |

## 小・中学校の学区
市立小・中学校に通う場合、学区は以下の通りとなる。
| 番地 | 小学校             | 中学校             |
| ---- | ------------------ | ------------------ |
| 全域 | 三好市立下名小学校 | 三好市立山城中学校 |

## 施設
- 三好市立下名小学校
- 両皇神社
- 熊野神社

## 交通

### 鉄道
- 最寄駅はJR土讃線の大歩危駅。

### 道路
国道
- 国道32号